# Chiesa di Sant'Egidio (Étampes)

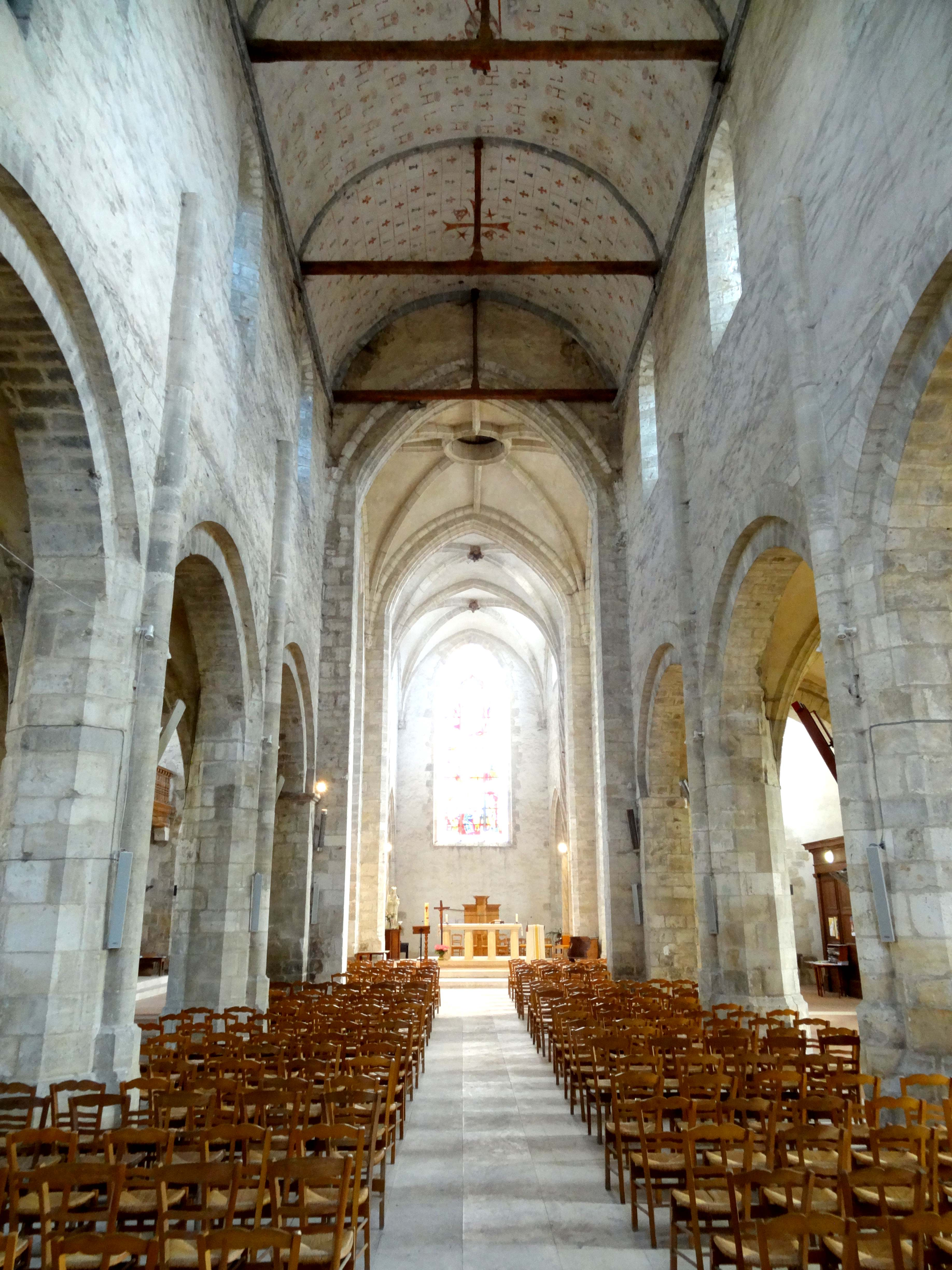
Interno

La chiesa di Sant'Egidio (in francese église de Saint-Gilles) è un luogo di culto cattolico che si trova nel comune francese di Étampes, nel dipartimento di Essonne e diocesi di Évry-Corbeil-Essonnes.  È dedicata a sant'Egidio abate.

## Storia e descrizione
La chiesa fu costruita in gres e calcare su una pianta a croce latina a tre navate con assi nord-est sud-ovest. Il campanile e la parte bassa della navata sono invece in stile romanico.
La prima chiesa venne eretta nel 1123 in occasione della creazione della piazza del mercato del grano, istituito da Luigi VI il Grosso. Nel XIII secolo venne costruita una nuova chiesa della quale rimangono la navata, i pilastri d'ingresso e le colonne del transetto. Alla fine del secolo fu aggiunto il campanile, che sostiene la torre della crociera, in stile romanico. Nel XV secolo venne ricostruito il coro con un'abside in stile gotico fiammeggiante, con volte a crociera quadripartite.
Nel 1547 furono aggiunte le navate e le cappelle laterali e scolpite le chiavi di volta.

Nel 1596 furono aggiunti degli affreschi sulla volta della navata rappresentanti, su uno sfondo seminato di gigli coronati e con le iniziali « H » e « L », di re Luigi IX, sotto i tratti di Enrico III, di San Michele arcangelo, San Giovanni Battista, San Vincenzo di Saragozza, San Giovanni l’Evangelista ed una croce di Malta.. Tetti e campanile sono a doppio spiovente.
La campana, chiamata Marie-Flore, venne fusa in bronzo nel 1850. I fonti battesimali in ghisa dorata completano il ricco arredamento della chiesa.
Il 10 giugno 1944 il quartiere fu bombardato dagli alleati. Il 21 maggio 1970, la chiesa fu classificata come monumento storico di Francia.